# Dolabritor ascifer
Dolabritor ascifer là một loài nhện trong họ Linyphiidae. Loài này được phát hiện ở Colombia.